# Arachnis zuni
Arachnis zuni är en fjärilsart som beskrevs av Berthold Neumoegen 1890. Arachnis zuni ingår i släktet Arachnis och familjen björnspinnare. Inga underarter finns listade i Catalogue of Life.